# گرین گیبلز (جزیره پرنس ادوارد)
گرین گیبلز (انگلیسی: Green Gables) نام یک مزرعه قرن نوزدهمی در جزیره پرنس ادوارد کانادا است و یکی از مشهورترین مناطق در تاریخ ادبیات کانادا است.

## نگارخانه

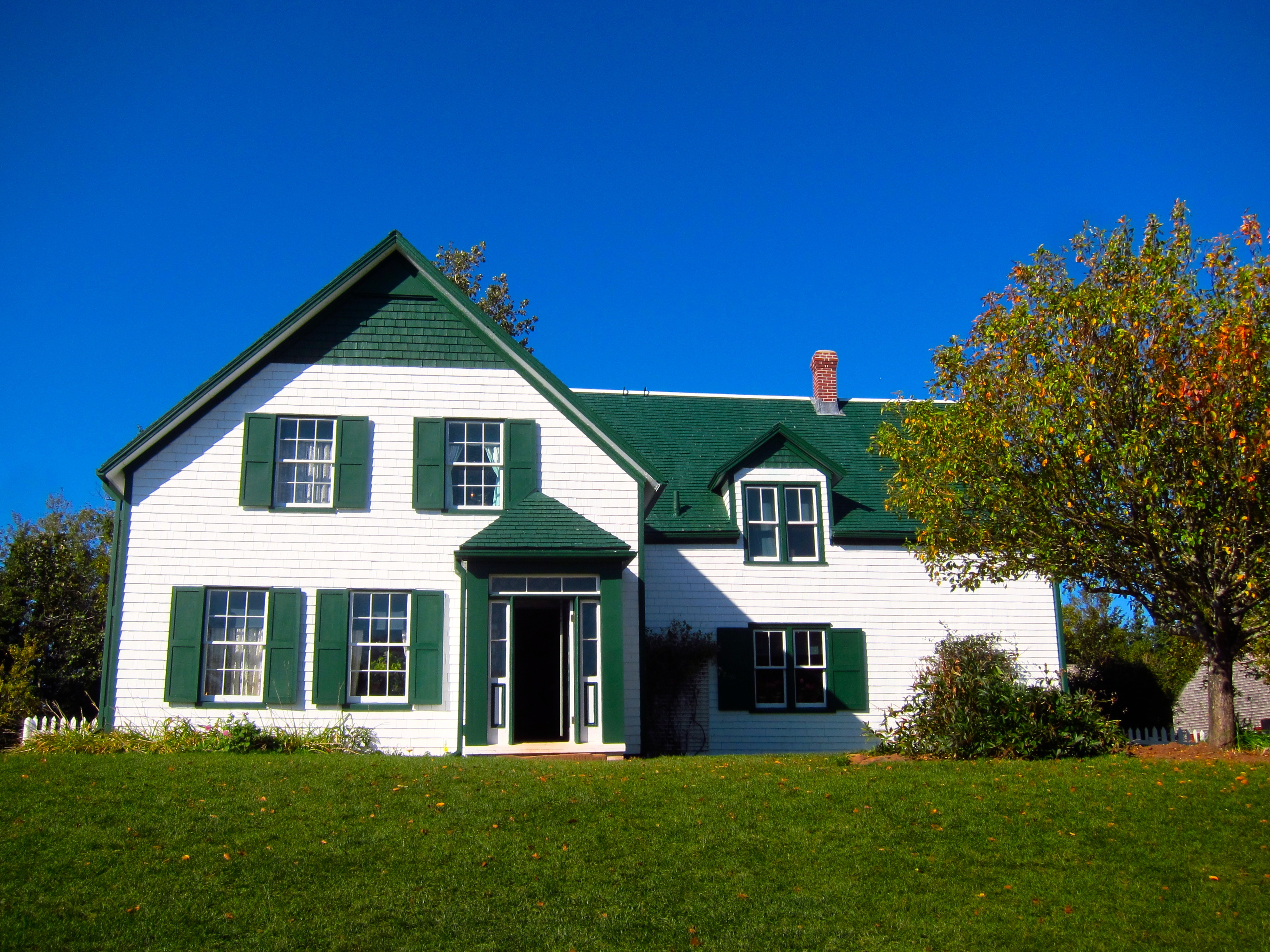
Green Gables
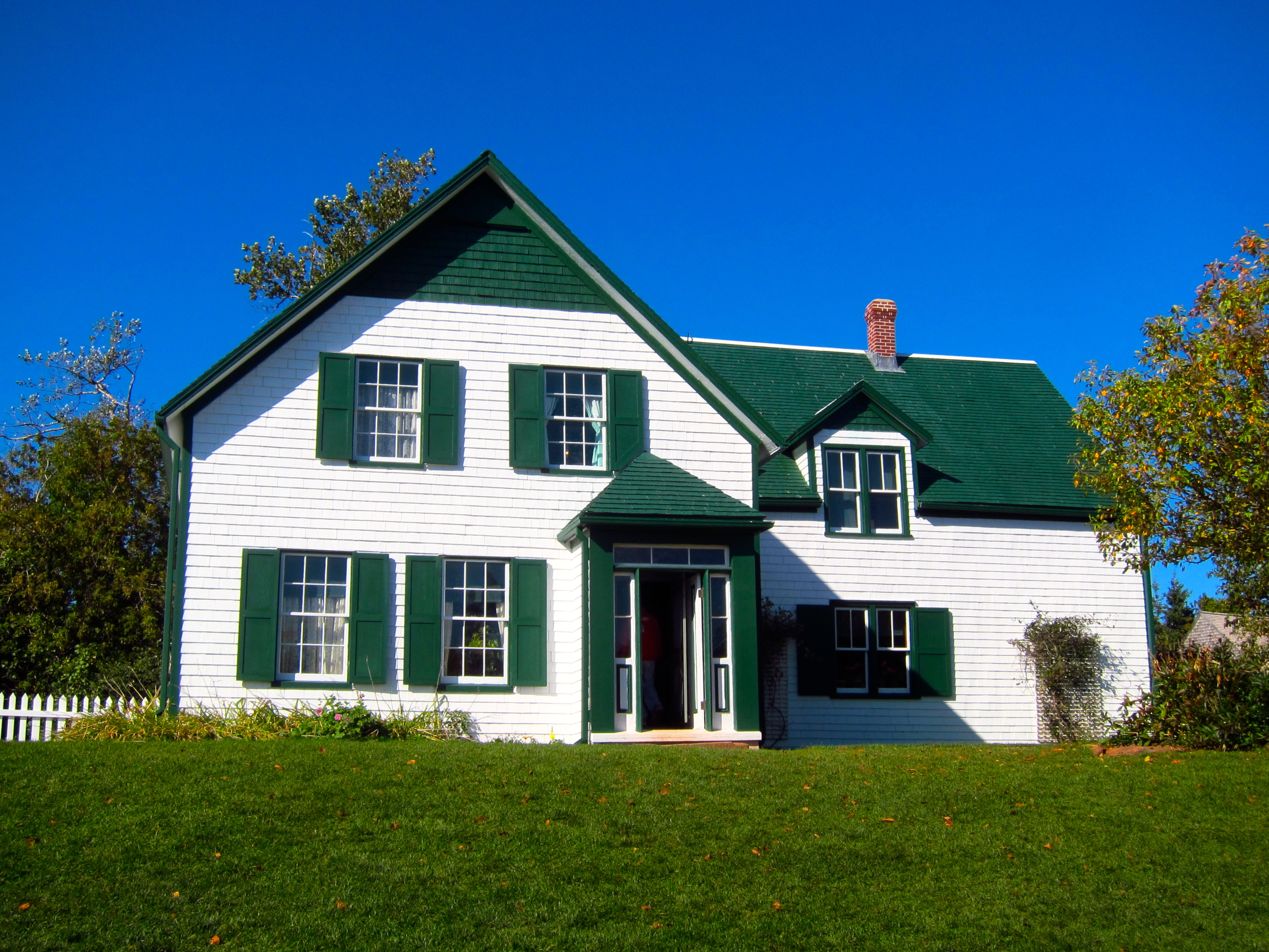
Green Gables
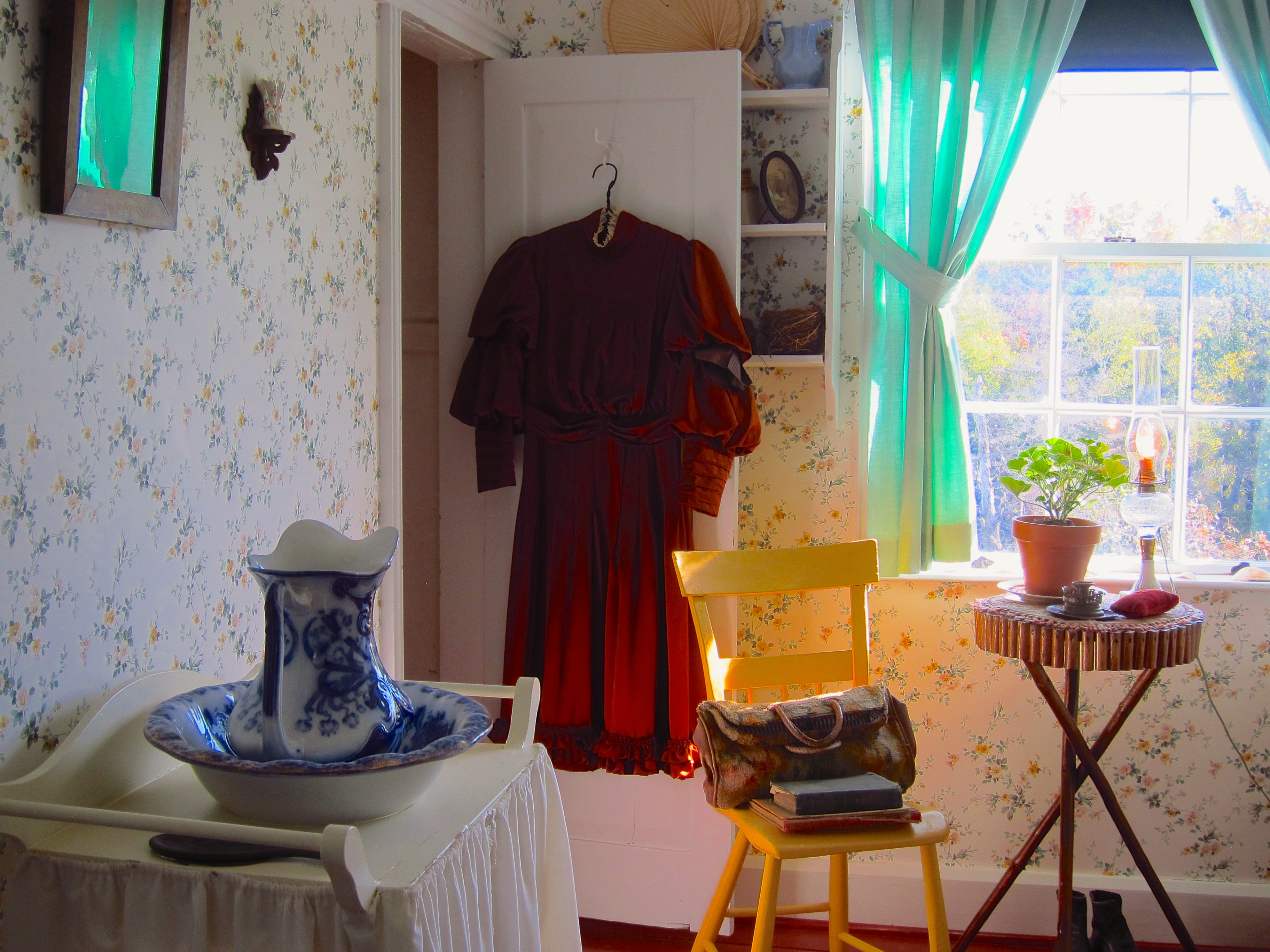
Green Gables
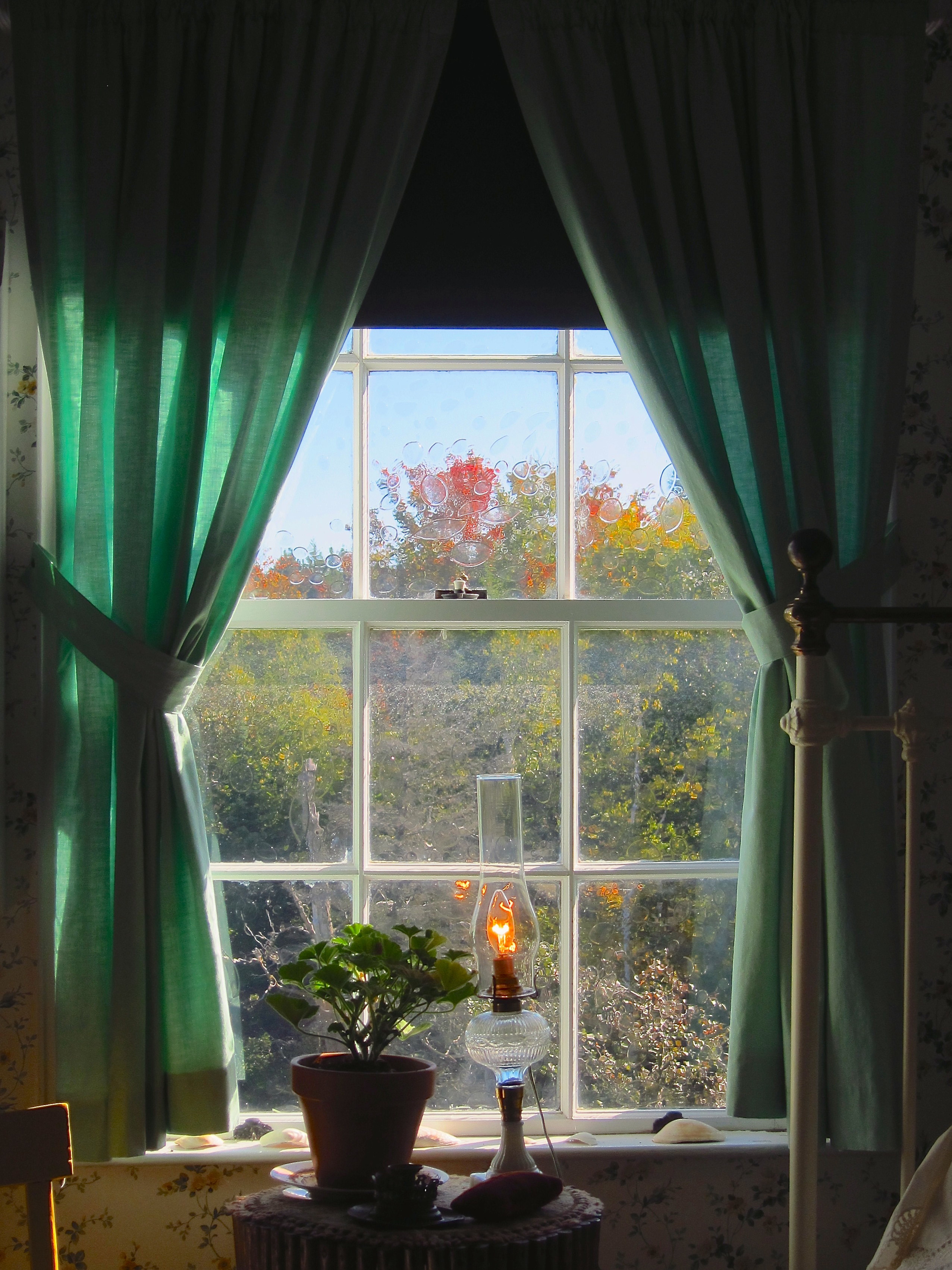
Green Gables
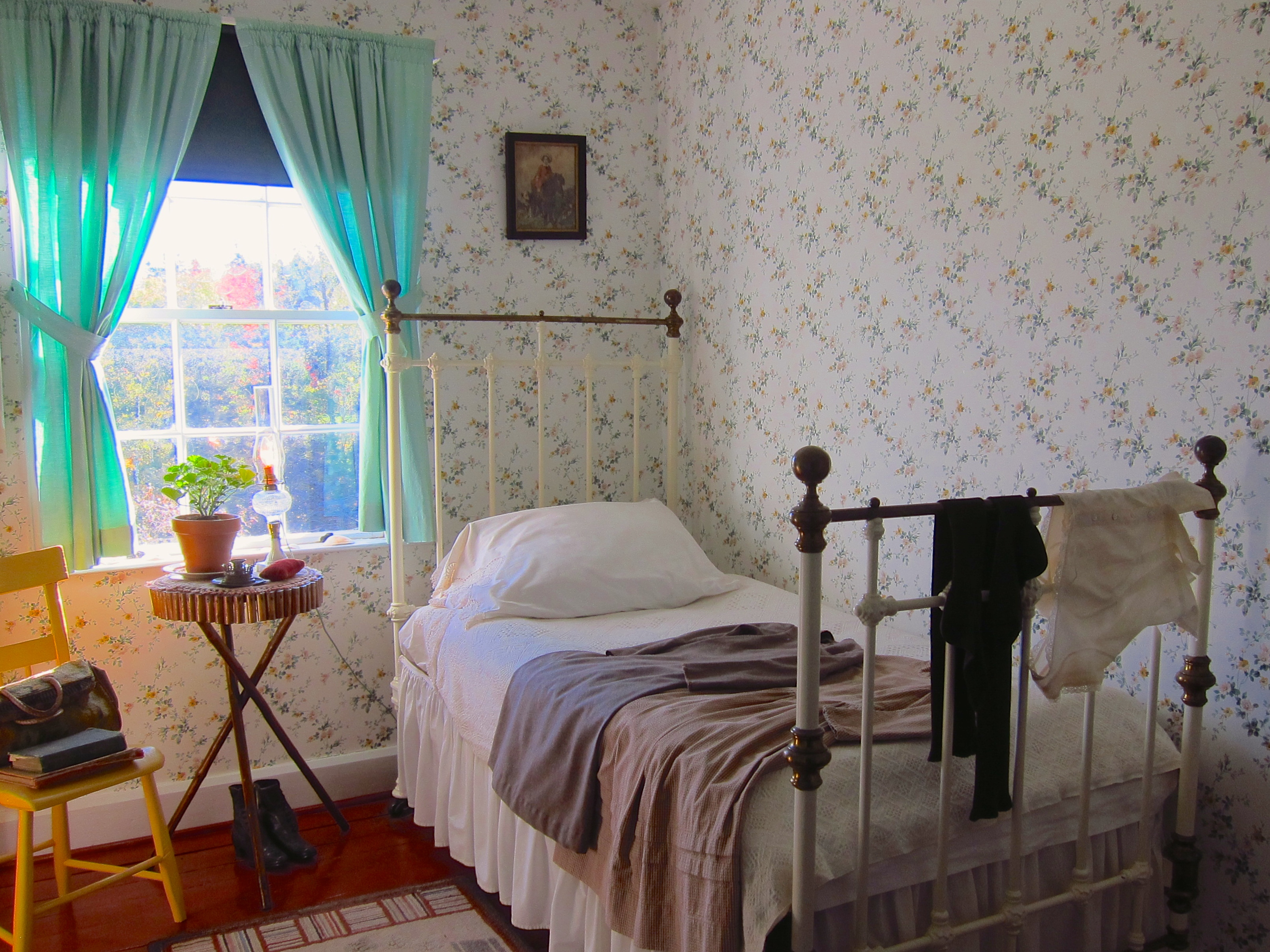
Green Gables
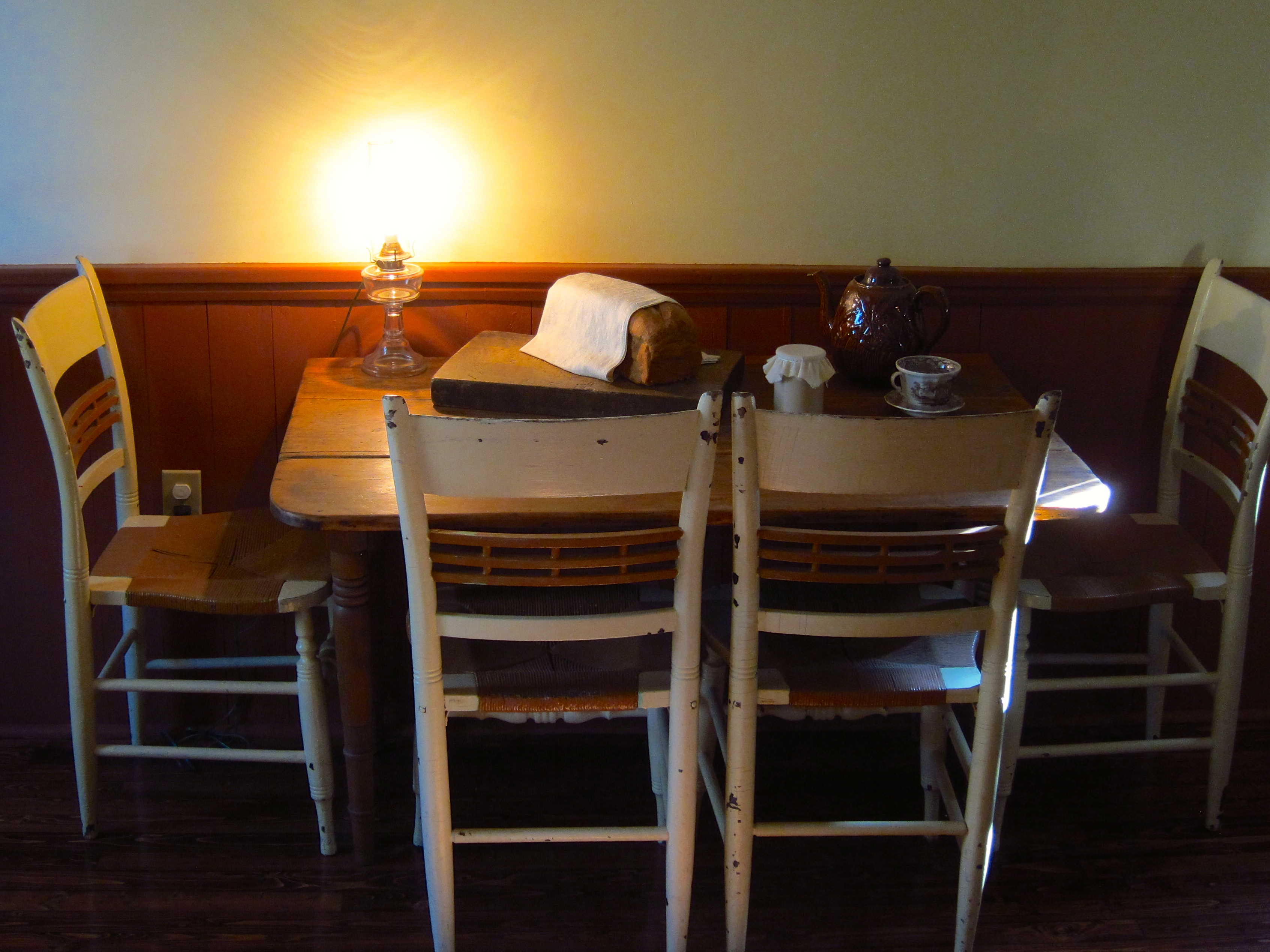
Green Gables
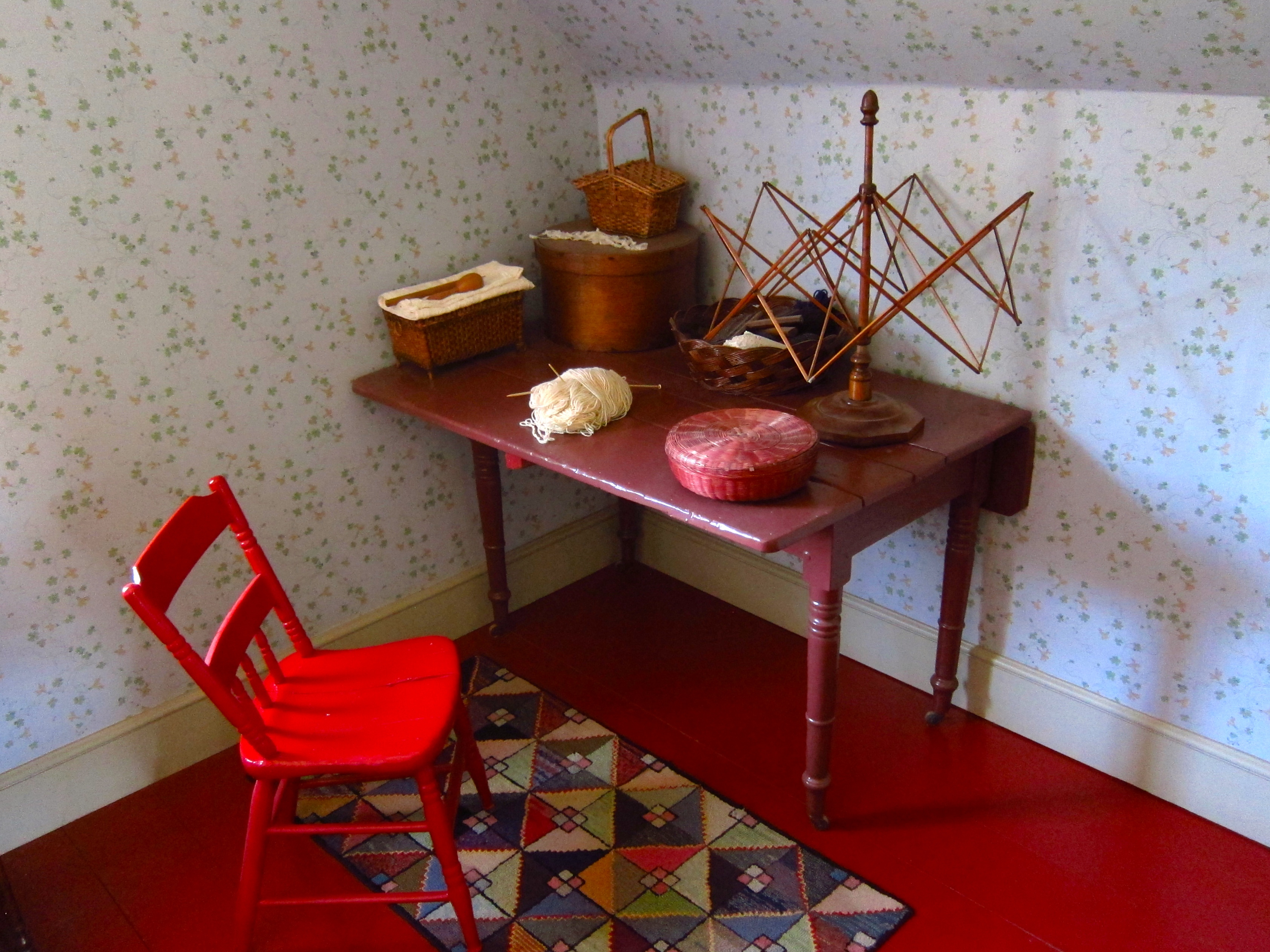
Green Gables
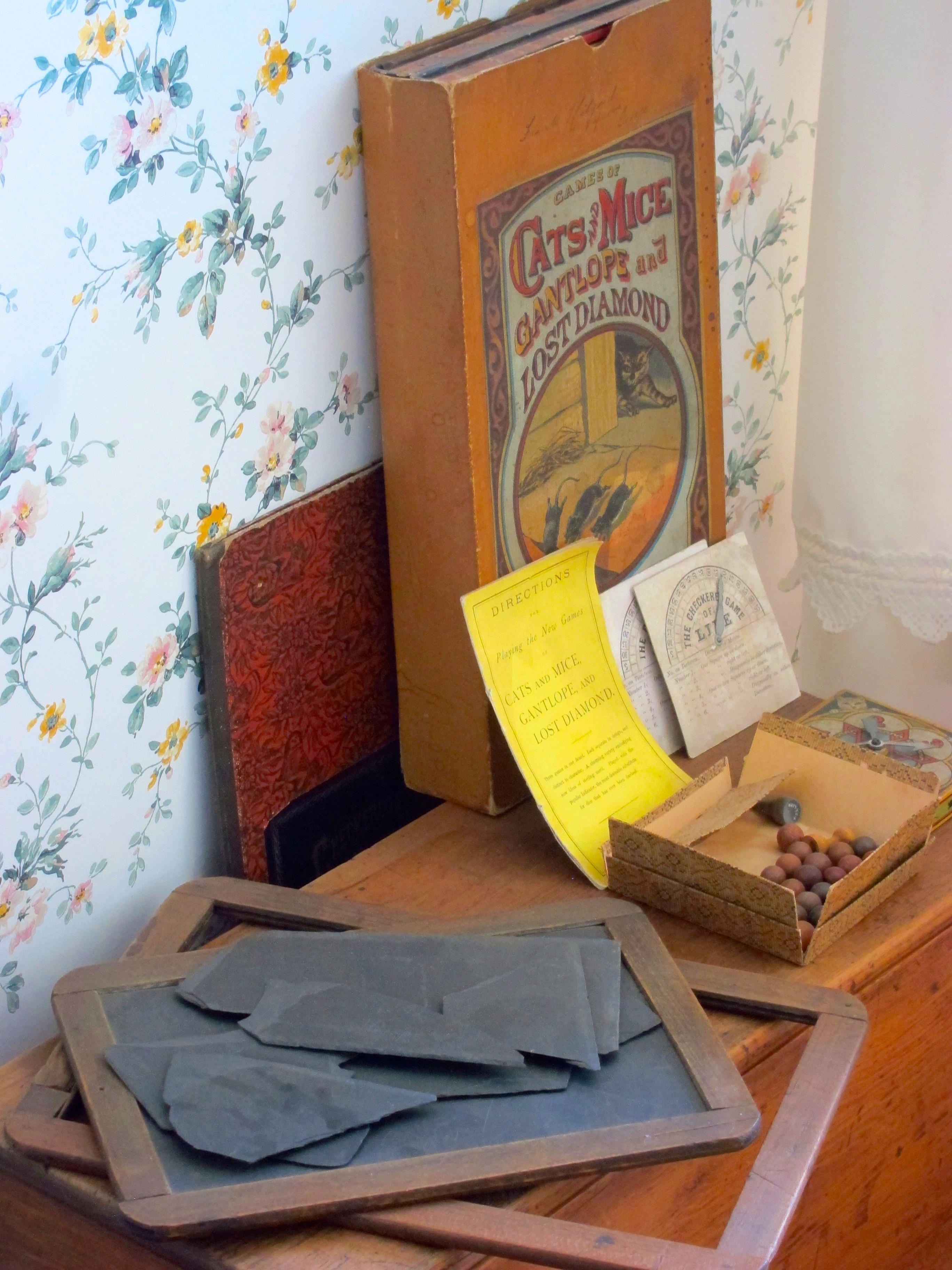
Green Gables
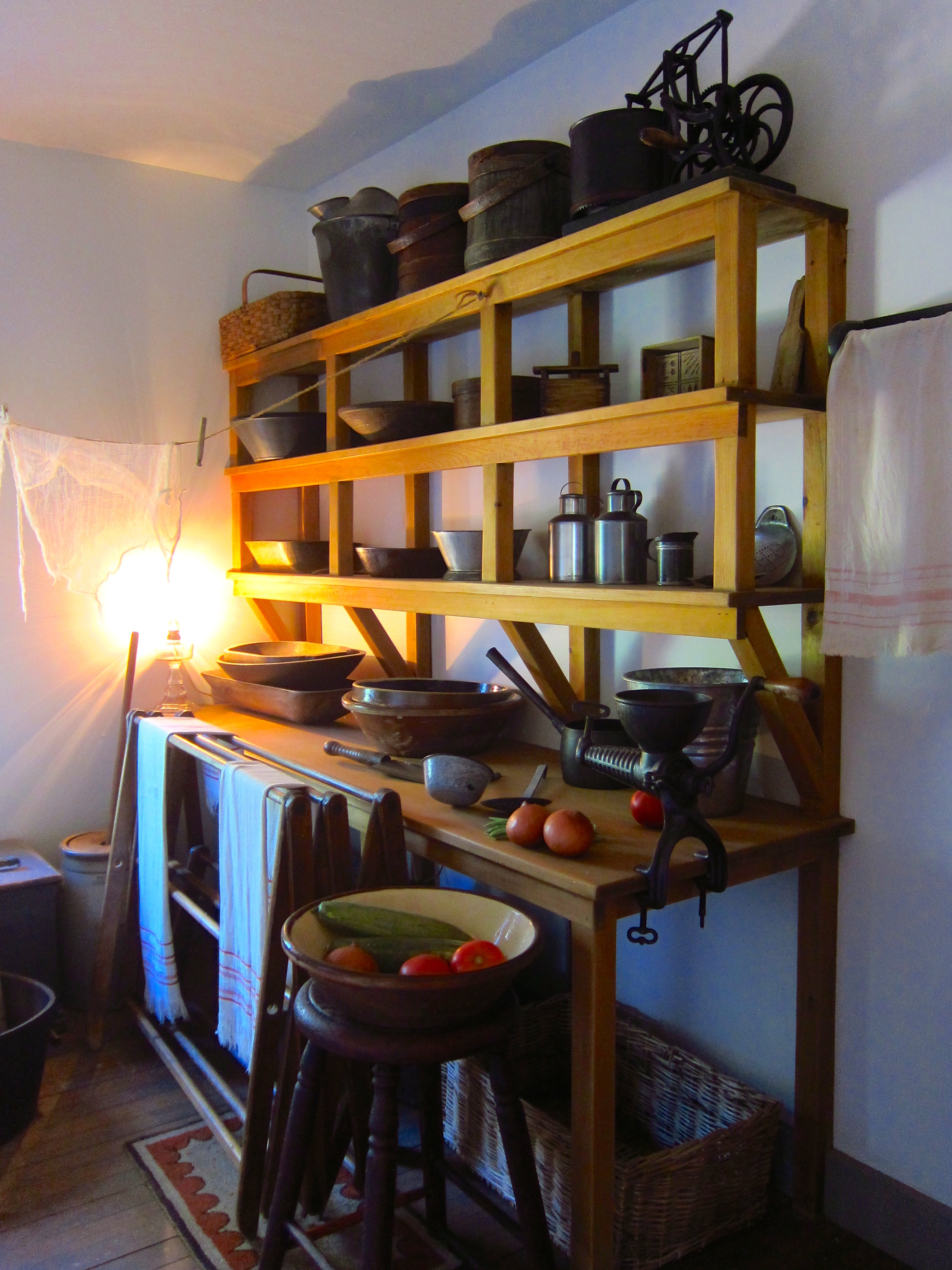
Green Gables